# Саркисян, Степан Валерьевич
Степан Валерьевич Саркисян (род. 19 июля 1992) — российский дзюдоист, серебряный призёр первенства России 2011 года среди юниоров, чемпион (2012) и серебряный призёр первенств России среди молодёжи, чемпион Европы среди молодёжи 2013 года, чемпион (2015) и бронзовый призёр (2014) чемпионатов России, призёр этапов Кубка мира, мастер спорта России международного класса. Выступает в тяжёлой весовой категории (свыше 100 кг). Проживает в Ставрополе. Представляет спортивный клуб «Динамо» (Ставрополь). Наставниками Саркисяна были Д. В. Соловьёв и Н. Г. Степин.

## Спортивные результаты
- Первенство России по дзюдо среди юниоров 2011 — ;
- Первенство России по дзюдо среди молодёжи 2012 — ;
- Первенство России по дзюдо среди молодёжи 2013 — ;
- Первенство Европы по дзюдо среди молодёжи 2013 — ;
- Чемпионат России по дзюдо 2014 — ;
- Чемпионат России по дзюдо 2015 — ;
- Кубок России по дзюдо 2017 — ;